# Olaszliszka
Olaszliszka é um município da Hungria, situado no condado de Borsod-Abaúj-Zemplén. Tem 39,49 km² de área e sua população em 2015 foi estimada em 1.684 habitantes.